# جوناثان فراكس
جوناثان فراكس (بالإنجليزية: Jonathan Frakes)‏ مواليد 19 أغسطس 1952 في بنسيلفانيا، الولايات المتحدة، هو ممثل ومخرج أمريكي بدأ مسيرته الفنية سنة 1978.

## الأعمال
- ستار تريك: أول اتصال
- مسلسل ملائكة تشارلي
- جزيرة الفنتازيا
- ذا والتونز
- ذا دوكس اوف هازرد
- كوينسي إم إي
- الشمال والجنوب
- ماتلوك
- ستار تريك: الجيل التالي
- أجنحة
- ستار تريك: ديب سبيس ناين
- الكراغل
- ستار تريك: فوياجر
- روزويل
- ثالث كوكب بعد الشمس
- فيوتشوراما
- فاميلي غاي
- عقول إجرامية
- إن سي آي إس: لوس أنجلوس
- وقت المغامرة

## روابط خارجية
- جوناثان فراكس على موقع IMDb (الإنجليزية)
- جوناثان فراكس على موقع روتن توميتوز (الإنجليزية)
- جوناثان فراكس على موقع ألو سيني (الفرنسية)
- جوناثان فراكس على موقع ميوزك برينز (الإنجليزية)
- جوناثان فراكس على موقع تيرنر كلاسيك موفيز (الإنجليزية)
- جوناثان فراكس على موقع أول موفي (الإنجليزية)
- جوناثان فراكس على موقع قاعدة بيانات الأفلام السويدية (السويدية)
- جوناثان فراكس على موقع إن إن دي بي (الإنجليزية)
- جوناثان فراكس على موقع ديسكوغز (الإنجليزية)
- جوناثان فراكس على موقع قاعدة بيانات الفيلم (الإنجليزية)